# Festival international de Benicàssim
Pour les articles homonymes, voir FIB.
Le Festival international de Benicàssim (parfois abrégé en FIB) est un festival de musique indépendante organisé à Benicàssim, dans la Communauté valencienne, province de Castellón, en Espagne. Fondé en 1995, il est organisé annuellement en juillet depuis 2006.

## Histoire
Le festival est lancé en 1995 avec des concerts qui ont lieu au stade vélodrome de la ville devant 7 000 spectateurs. Lors de l'édition 1997, une tempête provoque l'effondrement de la scène principale, et l'annulation du concert de Blur. En 1999, le festival s'installe sur un nouveau site pouvant accueillir autour de 30 000 spectateurs.
Jusqu'à l'édition 2007, le FIB ne cesse de croître, battant des records d'affluence année après année jusqu'à atteindre les quelque 150 000 personnes qui participent aux 4 jours de cette édition. Parmi les groupes et artistes qui se sont produits au cours de ces années, on peut citer : Amy Winehouse, Pixies, The Strokes, Franz Ferdinand, Arctic Monkeys, Depeche Mode....
L'édition 2008 réunit des artistes de l'envergure de Leonard Cohen, Morrissey, Siouxsie, My Bloody Valentine, The Raconteurs, Babyshambles, Mika, Hot Chip, Gnarls Barkley et Enrique Morente, entre autres. Cette année, parallèlement au dernier jour du festival principal (dimanche 19 juillet), un concert d'une journée est organisé à Madrid sous le nom de Saturday Night Fiber à l'auditorium Juan Carlos I, avec une programmation similaire en réponse au changement de dates de Summercase qui les fait coïncider.
Après l'édition 2009, les frères Morán abandonnent définitivement leurs actions, les laissant aux mains de Vince Power à 100 %. 

## Programmations

### 1995–1999
- 1995 : The Charlatans, Mega City Four (en), Cranes

- 1996 : The Stone Roses, The Jesus and Mary Chain, Orbital...

- 1997 : The Chemical Brothers, Suede...

- 1998 : Sonic Youth, PJ Harvey, Björk, Fatboy Slim...

- 1999 : Blur, Suede, Massive Attack...

### 2000–2005
- 2000 : Oasis, Morcheeba, Placebo, Nada Surf, Richard Ashcroft...

- 2001 : James, Manic Street Preachers, Pulp, The Flaming Lips, PJ Harvey, Mercury Rev, Ash...

- 2002 : The Cure, Radiohead, Sigur Rós, Primal Scream, Suede, Paul Weller, Muse, The Chemical Brothers...

- 2003 : Blur, Beck, Moby, Suede, Placebo, Travis, Badly Drawn Boy, The Coral, Super Furry Animals, Moloko, Death in Vegas, Donovan, Calexico, Groove Armada...

- 2004 : Kraftwerk, Brian Wilson, Lou Reed, Morrissey, The Chemical Brothers, The Dandy Warhols, Franz Ferdinand, Air, LCD Soundsystem, Ash, Yann Tiersen. Deux annulations de poids : David Bowie et Morrissey annulent trop tardivement pour être remplacés.

- 2005 : The Cure, Keane, Oasis, Mando Diao, The Kills, Kaiser Chiefs, Nick Cave, Hot Hot Heat, Kasabian, Maxïmo Park.

### 2006–2009
- 2006 (20-23 juillet) : Depeche Mode, Franz Ferdinand, Morrissey, The Strokes, Placebo, Pixies, Madness, 2 Many DJ's, Ellen Allien et Apparat, Nathan Fake, James Holden, Alexander Kowalski...

- 2007 (19-22 juillet) : Arctic Monkeys, Iggy Pop and the Stooges, The B-52's, Muse, The Hives, The Rapture, Klaxons, CSS, !!!, Calexico, Wilco, Dinosaur Jr., Kings of Leon, Black Rebel Motorcycle Club, The Go! Team, Cassius, The Pipettes, Antony and the Johnsons et Rufus Wainwright.

- 2008 : Leonard Cohen, Mika, Babyshambles, My Bloody Valentine, Siouxsie Sioux, Justice, Moriarty, Facto Delafé y las Flores Azules. Le festival se dédouble pour une nuit à Madrid le 19 juillet[1] avec Morrissey, My Bloody Valentine, Mika, Siouxsie Sioux et Babyshambles.

- 2009 (16-19 juillet) : Oasis, The Killers, Elbow, Franz Ferdinand, Kings of Leon, Peter Doherty, Laurent Garnier, Anni B Sweet...

### 2010–2014
- 2010 : Kasabian, Vampire Weekend, The Prodigy, Gorillaz, Ray Davies, Dizzee Rascal, Julian Casablancas,  Hot Chip, Foals, Goldfrapp, Calvin Harris, Ash, Ian Brown, The Specials, Klaxons, Los Ilegales...

- 2011 (14 juillet-17 juillet) : Mumford and Sons, Portishead, Arctic Monkeys, The Strokes, Arcade Fire, Primal Scream, Elbow, Beirut, Friendly Fires, Anika...

- 2012 (12 juillet-15 juillet) : Bob Dylan, The Stone Roses, New Order, Florence and the Machine, Crystal Castles, The Vaccines, Bombay Bicycle Club, The Horrors, The Maccabees...

- 2013 (18 juillet-21 juillet) : Arctic Monkeys, Queens of the Stone Age, The Killers, Kaiser Chiefs, Primal Scream, Beady Eye, Black Rebel Motorcycle Club, Miles Kane, Dizzee Rascal, La Roux, Jake Bugg, Beach House, Johnny Marr...

- 2014 : The Libertines, Lily Allen, Razorlight, Kasabian, Tinie Tempah, Ellie Goulding, Jake Bugg, Chase and Status, M.I.A, Katy B, Tame Impala, Manic Street Preachers, James, Klaxons, The Courteeners, Sub Focus, Of Montreal, The Charlatans, The Presidents of the United States of America, The 1975, Kodaline, Telegram...